# ادیت هنمن
ادیت هنمن (انگلیسی: Edith Hannam؛ زاده ۲۸ نوامبر ۱۸۷۸ درگذشته ۱۶ ژانویهٔ ۱۹۵۱) یک تنیس‌باز اهل بریتانیا بود.